# 보비 톰슨

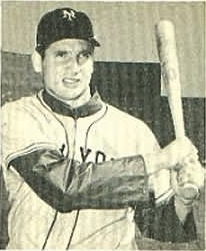
로버트 브라운 톰슨

로버트 브라운 "보비" 톰슨 (Robert Brown "Bobby" Thomson, 1923년 10월 25일 ~ 2010년 8월 16일)은 미국의 전 야구 선수이며, 포지션은 외야수이다.
스코틀랜드의 글래스고 출생으로 2세 때에 미국으로 이주했으며, 아버지가 거주하고 있던 뉴욕에 정착하였다. 이후 1942년 육군 항공대에 입대했으며, 1945년까지 자국 내에서 복무하였다.
1946년 뉴욕 자이언츠에서 데뷔했으며, 이후 1954년 밀워키 브레이브스로 팀을 옮겨 활약한 뒤 1957년 뉴욕 자이언츠로 복귀하였다. 그 뒤 1958년 시카고 컵스로 이적했으며, 1960년 보스턴 레드삭스를 거쳐 볼티모어 오리올스에 입단한 뒤 시즌 종료 후 은퇴를 선언하였다.
또한 뉴욕 자이언츠 소속이었던 1951년 브루클린 다저스와 내셔널 리그 플레이오프 3차전 당시 팀이 2-4로 지고 있던 9회 말에 타자로 나서 끝내기 3점 홈런을 기록하며 팀을 월드 시리즈로 이끌었으며, 이 당시 나온 홈런은 과거 미국 독립 전쟁을 유발한 총성에 비유되며 '세상에 울려 퍼진 한 방(Shot Heard Round the World)'으로 불리기도 했다.
그리고 통산 8번의 한 시즌동안 20회 이상의 홈런을 터뜨린 기록을 보유하고 있으며, 내셔널 리그 선발팀 소속으로 세 번의 올스타전에 출전하기도 했다.
이후 2010년 8월 16일 조지아주 스키더웨이아일랜드에 있는 자택에서 지병으로 사망했다.
그의 업적을 기리기 위해 2003년 개장한 에든버러 다이아몬드 데블스의 홈 경기장의 이름을 보비 톰슨 필드로 명명했으며, 스코틀랜드 스포츠 명예의 전당에 헌액되기도 했다.